# Korkenkari
Korkenkari är en ö i Finland. Den ligger i Skärgårdshavet och i kommunen Pargas i den ekonomiska regionen  Åboland i landskapet Egentliga Finland, i den sydvästra delen av landet. Ön ligger omkring 39 kilometer väster om Åbo och omkring 180 kilometer väster om Helsingfors.
Öns area är 0,9 hektar och dess största längd är 160 meter i öst-västlig riktning. Närmaste större samhälle är Rimito, 18,9 km öster om Korkenkari.